# Inspectie Overheidsinformatie en Erfgoed
De Inspectie Overheidsinformatie en Erfgoed (voorheen Erfgoedinspectie) houdt toezicht op een deel van het Nederlandse erfgoed en op het informatiebeheer bij de Rijksoverheid. Ook levert de inspectie een belangrijke bijdrage aan het tegengaan van illegale handel in cultuurgoederen. De Inspectie draagt zo bij aan het behoud en beheer van het nationale erfgoed. De Inspectie Overheidsinformatie en Erfgoed valt onder het ministerie van Onderwijs, Cultuur en Wetenschap. 

## Taak
De Inspectie Overheidsinformatie en Erfgoed ziet in opdracht van de Staatssecretaris van OCW toe op het behoud en beheer van de rijkscollectie, de nationaal beschermde cultuurvoorwerpen en verzamelingen, de archeologische monumenten, opgravingen en vondsten, professionele organisaties voor monumentenbehoud (POM),  en op de werking van het stelsel van de gebouwde rijksmonumenten en door het rijk beschermde stads- en dorpsgezichten. Ook houdt de inspectie toezicht op de archiefvorming en het archiefbeheer van de centrale overheid (rijk, Hoge Colleges van Staat, zelfstandige bestuursorganen en de rechterlijke macht). Ten slotte adviseert de inspectie de bewindspersoon over de kwaliteit en de effectiviteit van wet- en regelgeving op deze terreinen.
De Inspectie Overheidsinformatie en Erfgoed draagt met haar toezicht bij aan de kwaliteit van het behoud en het beheer van het nationale erfgoed. Aan de hand van risicoanalyses en signalen vanuit de politiek, het beleid, het erfgoedveld en de samenleving stelt de inspectie zwakke plekken in het beheer van het erfgoed vast en agendeert deze.
Als onderdeel van de keten beleid, uitvoering en toezicht houdt de inspectie beleid en uitvoering scherp en wijst ze op mogelijke lacunes in de aandacht voor het nationale erfgoed.
De rapporten zijn openbaar en te vinden als publicatie op de website van de Inspectie.

## Organisatorische geschiedenis
Op 1 november 2005 ontstond de Erfgoedinspectie uit een fusie van vier organisaties: de Rijksinspectie voor de Archeologie, de Rijksarchiefinspectie, de Inspectie Cultuurbezit en de Rijksinspectie Monumentenzorg. In 2019 werd de naam gewijzigd in Inspectie Overheidsinformatie en Erfgoed.